# Nicolás Garayalde
Nicolás Garayalde (6 settembre 1999) è un calciatore argentino, centrocampista del  Gimnasia (LP) in prestito dal Vélez Sarsfield.

## Caratteristiche tecniche
È un centrocampista centrale.

## Carriera
Cresciuto nel settore giovanile del Vélez Sarsfield, debutta in prima squadra il 2 dicembre 2020 in occasione del match di Coppa Libertadores vinto 5-1 contro il Deportivo Cali.

## Statistiche

### Presenze e reti nei club
Statistiche aggiornate al 21 luglio 2021.
| Stagione        | Squadra         | Campionato      | Campionato | Campionato | Coppe nazionali | Coppe nazionali | Coppe nazionali | Coppe continentali | Coppe continentali | Coppe continentali | Altre coppe | Altre coppe | Altre coppe | Totale | Totale |
| Stagione        | Squadra         | Comp            | Pres       | Reti       | Comp            | Pres            | Reti            | Comp               | Pres               | Reti               | Comp        | Pres        | Reti        | Pres   | Reti   |
| --------------- | --------------- | --------------- | ---------- | ---------- | --------------- | --------------- | --------------- | ------------------ | ------------------ | ------------------ | ----------- | ----------- | ----------- | ------ | ------ |
| 2020            | Vélez Sarsfield |                 | -          | -          | CdL             | 0               | 0               | CL                 | 1                  | 0                  |             | -           | -           | 3      | 0      |
| 2021            | Vélez Sarsfield | PD              | 1          | 0          | CA+CdL          | 0+1             | 0               | CL                 | 2                  | 0                  |             | -           | -           | 4      | 0      |
| Totale carriera | Totale carriera | Totale carriera | 1          | 0          |                 | 1               | 0               |                    | 3                  | 0                  |             | -           | -           | 5      | 0      |